# Miagrammopes flavus
Miagrammopes flavus är en spindelart som först beskrevs av Jörg Wunderlich 1976.  Miagrammopes flavus ingår i släktet Miagrammopes och familjen krusnätsspindlar.
Artens utbredningsområde är Queensland. Inga underarter finns listade i Catalogue of Life.